# Теслуй (Долж)
Теслуй (рум. Teslui) — село у повіті Долж в Румунії. Входить до складу комуни Теслуй.
Село розташоване на відстані 156 км на захід від Бухареста, 30 км на південний схід від Крайови.

## Населення
За даними перепису населення 2002 року у селі проживали 693 особи, з них 691 особа (99,7%) румунів. Рідною мовою 692 особи (99,9%) назвали румунську.